# Francisco del Castillo el Mozo
Francisco del Castillo el Mozo (Jaén, 1528-Granada, 1586) fue un arquitecto manierista español.

## Biografía
Hijo del también arquitecto Francisco del Castillo el Viejo y primo del arquitecto Cristóbal del Castillo, a los 17 años es enviado por su padre a Italia para su formación, colaborando junto al maestro Vignola en la Villa Julia de Roma hacia 1552, hecho que marcaría su estilo posterior. Trabaja en Martos en la década de 1570; suya es la portada de la antigua cárcel y la denominada Fuente Nueva. En Jaén, participa en el convento de Santa Clara; en La Guardia de Jaén en el antiguo convento de Santo Domingo y la «Fuente Pública» de la plaza de Isabel II; y en Huelma en su iglesia parroquial. Asimismo es autor de la fachada de la Real Chancillería de Granada.
Fue enterrado en el santuario de Santa María de la Villa, en Martos, provincia de Jaén, España.

## Oposición a maestro mayor de la Catedral de Granada
En 1576 muere el maestro mayor de la catedral de Granada, Juan de Maeda. En un primer momento, el Cabildo nombra a Asensio de Maeda como sucesor de su padre. Sin embargo, este envía una carta de disculpa al estar enfrentando la dirección de las obras de la catedral de Sevilla, misiva en la que aprovecha para recomendar tres candidatos: Lázaro de Velasco, Juan de Orea y por último, Francisco del Castillo «el Mozo», ya que «aunque en España hay mucha cantidad de maestros mayores que en particular tienen habilidad en alguna de las profesiones que se requieren no por esto serán los que convienen por tener en las demás grande ignorancia» (Moreno, 1989:42).
Finalmente, Castillo no recibió voto alguno del tribunal de capitulares, empatando a siete sus dos competidores, más preciosistas en el dibujo, mejor relacionados con la diócesis y con un proyecto más conservador, ya que «el Mozo» proponía una iglesia centralizada al estilo colosal de los proyectos de Bramante y Sangallo para la basílica de San Pedro del Vaticano (Moreno, 1989:68). No obstante, «el Mozo» nos ofrece un sustancial documento sobre su vida y habilidades en una carta de oposición repleta de detalles:

[...] Lo otro por el manejo y práctica que yo tengo en el gobierno de los oficiales y ministros para las dichas obras que por hombre ejercitado y experimentado me obedecen y respetan, porque yo sé y entiendo el sacar de las piedras en las canteras, el orden de cargallas y traellas aunque fueran de grandeza que pareciere imposible a fuerzas humanas el orden de labrallas y traçallas parca y escasamente para que no se gasten los bienes de la fábrica ni torpe ni demasiadamente, el hacer de las máquinas para subir los materiales a los edificios, cómo se hará los moldes y contramoldes, cerchas, barbeles y otras falsareglas y cortes de piedra que de ninguno de mis opositores no tienen noticias porque no lo han usado ni ejercitado porque el uno solamente tiene noticia de haber leído algunos libros de arquitectura sin haber hecho otro exercicio ni práctica y el otro su práctica y exercicio ha sido labrar retablos de madera y lo es y demás desto el traçar las partes del edificio como son viages para comodidades del que ellos no tienen ningún conocimiento.

Lo otro en lo que se contradicen mis opositores, el uno alegando teoría y el otro práctica como a vuestra señoría consta de lo que ambos carecen que lo tengo yo y muy cumplido porque en lo que toca a práctica y manejo de las manos lo que ellos pueden adquirir practicándolo de aquí adelante lo tengo yo por naturaleza por ser público y notorio que ansí en las cosas mínimas como en las más supremas que yo he tenido y tengo mucha práctica y exercicio desde el sacar de las piedras y labrallas derechas y salteadas y hacer otros viages y cortes para comodidad de los edificios, de puertas y ventanas y escaleras, montear capillas modernas y romanas y otros muchos primores y secretos que hay en esta facultad de las traças, hacer hornatos y entalles, follages, marcaras, epitafios, festones y otras galanías con que se adornan y enriquecen los edificios, hacer figuras como es público y notorio que yo las he hecho en el más honroso lugar del mundo en mucha cantidad y muy estimadas que fue en Roma en un edificio suntuosísimo que hizo el papa Julio Tercio a quien yo serví tres años en este oficio por el más aventajado que había en mi tiempo desta facultad y demás desto saber traçar y dibuxar y modelar los edificios en papel en derecho y en perpectiva de todo lo cual dan fe las traças que yo he hecho para esta oposición y las muestras que yo hize de figuras de barro y el ensayo y demostración que hize para dar a entender como se han de instanciar y restribar los arcos y bóvedas y los demás edificios que se hacen en el aire que mis opositores no hallando objetos que ponelle por no confesar la verdad en su perjuicio o por no entender la ciencia y maestría que en ellas hay como maestros modernos y poco exercitados todos los objetos que pusieron fueron sin fundamento ni instancia por los decargos que yo di en presencia de vuestras señorías [...]
— AIMG. Leg. 667.314,6-7.

Será Lázaro de Velasco quien reciba el cargo de maestro mayor de la Catedral, pero tras un pleito interpuesto por Orea, este consigue que acabe renunciando el anterior. Juan de Orea ejercería la dirección un único año, falleciendo en los primeros meses de 1581. Previamente, Francisco del Castillo, un año después de su carta de alegación —en 1577—, culminaría el edificio de la Cárcel y Cabildo de Martos, obra que le consagraría como arquitecto.

## Sus obras

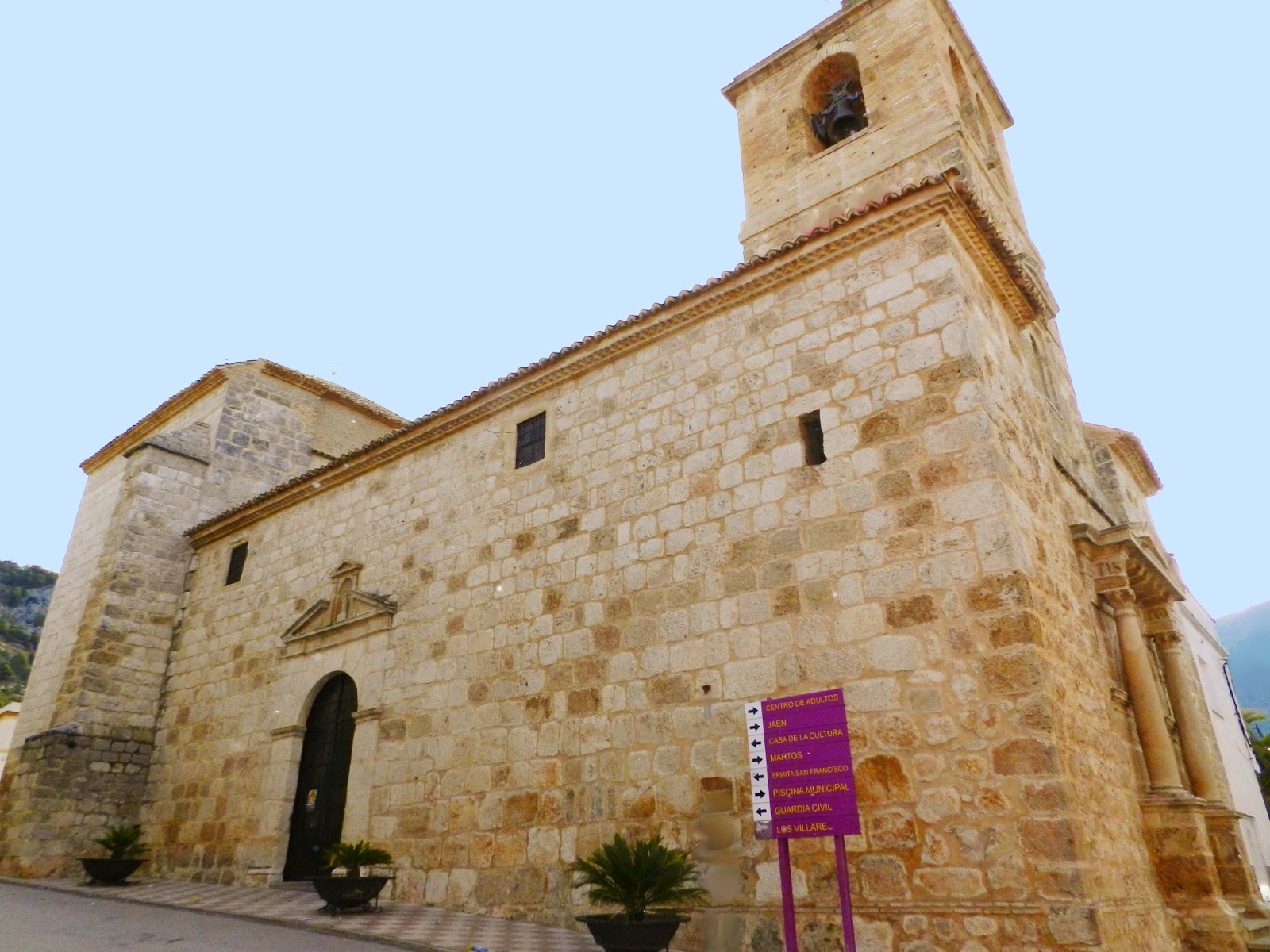
La Iglesia de Nuestra Señora de la Natividad de Jamilena, de 1559.

### En la ciudad deAndújar
- Remodelación de Iglesia de Santa María la Mayor —cubrición de la nave central—.
- Iglesia de San Bartolomé —bóvedas de la nave central y su capilla mayor—.
- Iglesia de San Miguel.

### EnLa Guardia de Jaén
- Fuente conmemorativa en la plaza de Isabel II (1566).
- Torre campanario de la iglesia parroquial en el recinto del castillo —residencia señorial—.
- Antiguo convento de Santo Domingo: bóveda del coro, cerramiento de fachada, galería del claustro, fuente dedicada a María Magdalena, decoración... (1570-1577).

### En la localidad deJamilena
- Iglesia de Nuestra Señora de la Natividad (1559).

### En la ciudad deMartos
- Fachada del Ayuntamiento (Antigua Cárcel y Cabildo) (1577).
- Pilar de la Fuente Nueva (1584).
- Reedificación del Santuario y Torre-Campanario de Santa María de la Villa (1559) —fue sepultado en su interior—.
- Remodelación de la Real Iglesia de Santa Marta, y construcción de su campanario —mediados del siglo xvi—.

### En la ciudad dePriego de Córdoba
- Pósito de Priego de Córdoba (1572-1574).
- Cárcel-Cabildo de Priego de Córdoba (1576-1588).
- Carnicerías Reales de Priego de córdoba (1576-1579).
- Fuente de la Salud de Priego de Córdoba (1586-1588).